# Съ нами Богъ (филм)
Съ нами Богъ е български документален сериал от 2019 г. на режисьора Степан Поляков. Състои се от пет серии.
Сериалът представя историята на Третото българско царство. Заснет е в 13 държави и 36 града в Европа. Партньори на продукцията са дворците Шьонбрун, Версай, Ермитажа, Петерхоф, манастирите „Свети Франциск“ в Асизи и Атон, „Комбург“ в Кобург и др.
Историята започва от основаването на Първата българска държава, минава през Второто българско царство, падането под Османско владичество, съхраняването на духовността в Атон и събитията в периода 1878 и 1947 г. Основни фигури в сериала са тримата монарси – княз Александър Батенберг, цар Фердинанд и синът му – цар Борис III.
Автор на музиката и аранжиментите е композиторът Митко Щерев. Във филма има над 30 музикални теми от различни епохи.
Снимките започват в края на 2015 г. в двореца Врана и продължават до октомври 2018 г. Премиерата на сериала е на 16 септември 2019 г. в Дом на киното в София.